# Этчеверри, Марко Антонио
Ма́рко Анто́нио Этчеве́рри Ва́ргас (исп. Marco Antonio Etcheverry Vargas; 26 сентября 1970, Санта-Крус-де-ла-Сьерра) — боливийский футболист, выступавший на позиции полузащитника.  Один из величайших футболистов в истории Боливии. Участник чемпионата мира 1994.

## Достижения

### Командные
- Обладатель Кубка MLS (3): 1996, 1997, 1999
- Чемпион Эквадора: 1997
- Чемпион Боливии: 2001

### Персональные
- Футболист года в Боливии: 1993
- Самый ценный игрок MLS: 1998
- «Лучшие 11 игроков года MLS»: 1996, 1997, 1998, 1999
- В 2005 году был избран в почётную команду лучших одиннадцати игроков в истории MLS
- Удостоен звания «Почётного гражданина Боливии» парламентом Боливии 12 апреля 2006 года[1]